# Kanton Bar-le-Duc-1
Bar-le-Duc-1 is een kanton van het Franse departement Meuse en maakt deel uit van het arrondissement Bar-le-Duc.
Door toepassing van het decreet van 17 februari 2014,  werd het kanton op 22 maart 2015 gevormd uit deel van de gemeente Bar-le-Duc, de gemeenten Combles-en-Barrois, Savonnières-devant-Bar en Trémont-sur-Saulx van het kanton Bar-le-Duc-Sud, Longeville-en-Barrois van het kanton Bar-le-Duc-Nord en de gemeenten Érize-la-Brûlée, Érize-Saint-Dizier, Géry, Naives-Rosières, Raival, Resson, Rumont en Seigneulles van het kanton Vavincourt. De drie genoemde kantons werden op die dag opgeheven.

## Gemeenten
Het kanton Bar-le-Duc-1 omvat de volgende gemeenten:
- Bar-le-Duc (deels)
- Combles-en-Barrois
- Érize-la-Brûlée
- Érize-Saint-Dizier
- Géry
- Longeville-en-Barrois
- Naives-Rosières
- Raival
- Resson
- Rumont
- Savonnières-devant-Bar
- Seigneulles
- Trémont-sur-Saulx